# Kyōko Kagawa
Kyōko Kagawa (香川京子 Kagawa Kyōko?, n. 5 decembrie 1931, Asō⁠(d), Prefectura Ibaraki, Japonia) este o actriță japoneză, cunoscută pentru rolurile ei din filmele Tokyo Story, Guvernatorul Sansho, Mothra, High and Low și Barbă Roșie. Ea a apărut în 118 filme. Filmul ei cel mai recent a fost Ballad din 2009.

## Biografie
Kyōko Kagawa s-a născut la 5 decembrie 1931 în orașul Asō (azi parte a orașului Namegata) din prefectura Ibaraki, a crescut la Tokyo și a dorit să devină balerină. Destinul ei s-a schimbat atunci când, la vârsta de 17 ani, a câștigat un concurs de frumusețe organizat de ziarul Tokyo Shimbun și a fost observată de reprezentanții companiei de producție de filme Shintōhō, care au angajat-o. Ea a început o carieră de actriță sub îndrumarea regizorului Kōji Shima care i-a oferit un prim rol în filmul Mado kara tobidase (窓から飛び出せ? 1950). Dacă primele sale roluri au fost cele ale unor fete tinere și inocente, regizorii i-au observat rapid potențialul și au început să-i ofere roluri mai consistente.
Kyōko Kagawa a avut roluri semnificative în Guvernatorul Sansho (1952) al lui Kenji Mizoguchi și Mama (1952) al lui Mikio Naruse și a devenit celebră pentru rolul ei din filmul Voyage à Tokyo (東京物語 Tōkyō monogatari?, 1953) al lui Yasujirō Ozu. În toate aceste trei filme a avut interpretări desăvârșite, după cum sublinia istoricul de film Stuart Galbraith IV, deși avea mai puțin de 22 de ani. Actrița a dovedit calități atât pentru filmele istorice, cât și pentru filmele moderne, o calitate rară pentru actrițele japoneze care erau distribuite în mod obișnuit în doar unul din cele două tipuri de filme.
A jucat într-o gamă largă de filme de la comedii ușurele și melodrame (precum Onnagogoro dare ka shiru (1951), primul din cele 13 filme în care a jucat alături de Toshiro Mifune) până la filme istorice (precum Yagyu Bugeiko (1957-1958) și Nippon Tanjo ale lui Hiroshi Inagaki). Kagawa a devenit una dintre actrițele obișnuite ale filmelor lui Akira Kurosawa și a jucat rolul femeilor iubite de Toshiro Mifune, actorul favorit al lui Kurosawa, în mai multe rânduri. Kurosawa i-a oferit roluri în patru filme: The Bad Sleep Well (1960), High and Low (1963), Barbă Roșie (1965) și Madadayo (1993).
Kyōko Kagawa s-a căsătorit în 1963, iar doi ani mai târziu, în 1965, s-a mutat la New York împreună cu soțul ei jurnalist și cu copilul lor în vârstă de trei ani. Când a revenit în Japonia în 1968, industria cinematografică se schimbase într-o oarecare măsură și ea a apărut mai mult în producțiile de televiziune decât în filmele de cinema.
Cariera ei s-a întrerupt din nou în anii 1980, dar Kagawa a început din nou să joace în filme în anii 1990, sub îndrumarea lui Kei Kumai, a lui Akira Kurosawa în Madadayo (1993) sau a lui Hirokazu Kore-eda în After Life (ワンダフルライフ Wandafuru raifu?, 1998). Unul dintre ultimele roluri cunoscute este cel al soției profesorului Uchida din Madadayo, un rol important, chiar dacă nu avea multe replici, și pe care actrița l-a interpretat „strălucit”, după opinia lui Stuart Galbraith IV. Kyōko Kagawa figurează în distribuția a 118 filme.
O expoziție și o retrospectivă cuprinzând 45 de filme i-au fost dedicate actriței Kyōko Kagawa în perioada 13 septembrie - 25 decembrie 2011 la Muzeul Național de Artă Modernă din Tokyo.

## Filmografie selectivă
- 1950: Mado kara tobidase (窓から飛び出せ?), regizat de Kōji Shima

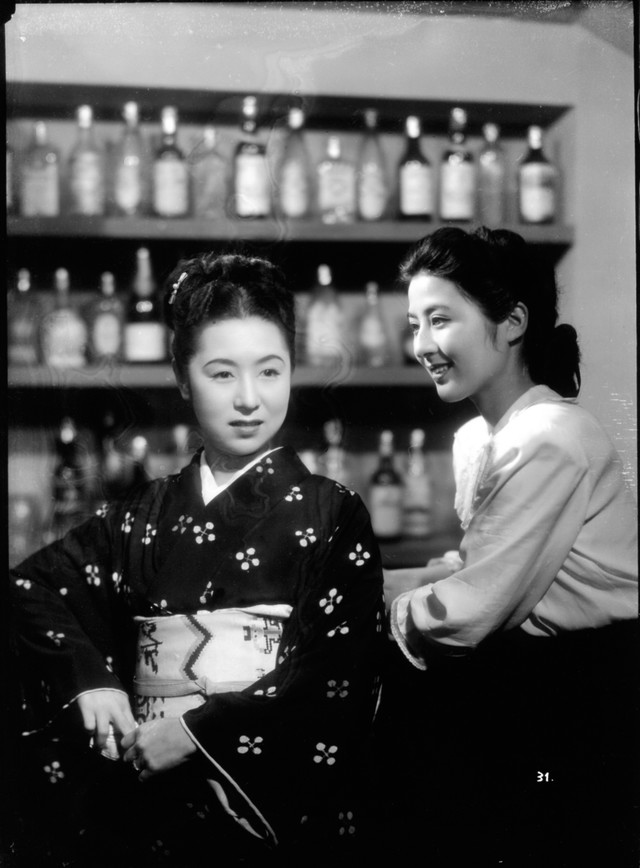
Kinuyo Tanaka și Kyōko Kagawa în Le Fard de Ginza (1951)

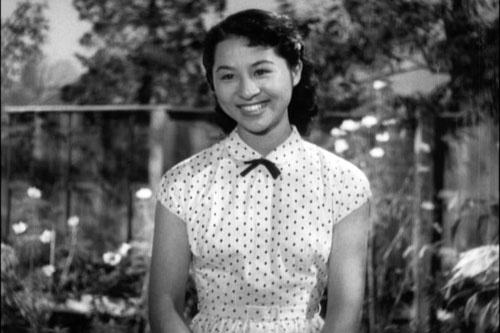
Kyōko Kagawa în L'Éclair (1952)

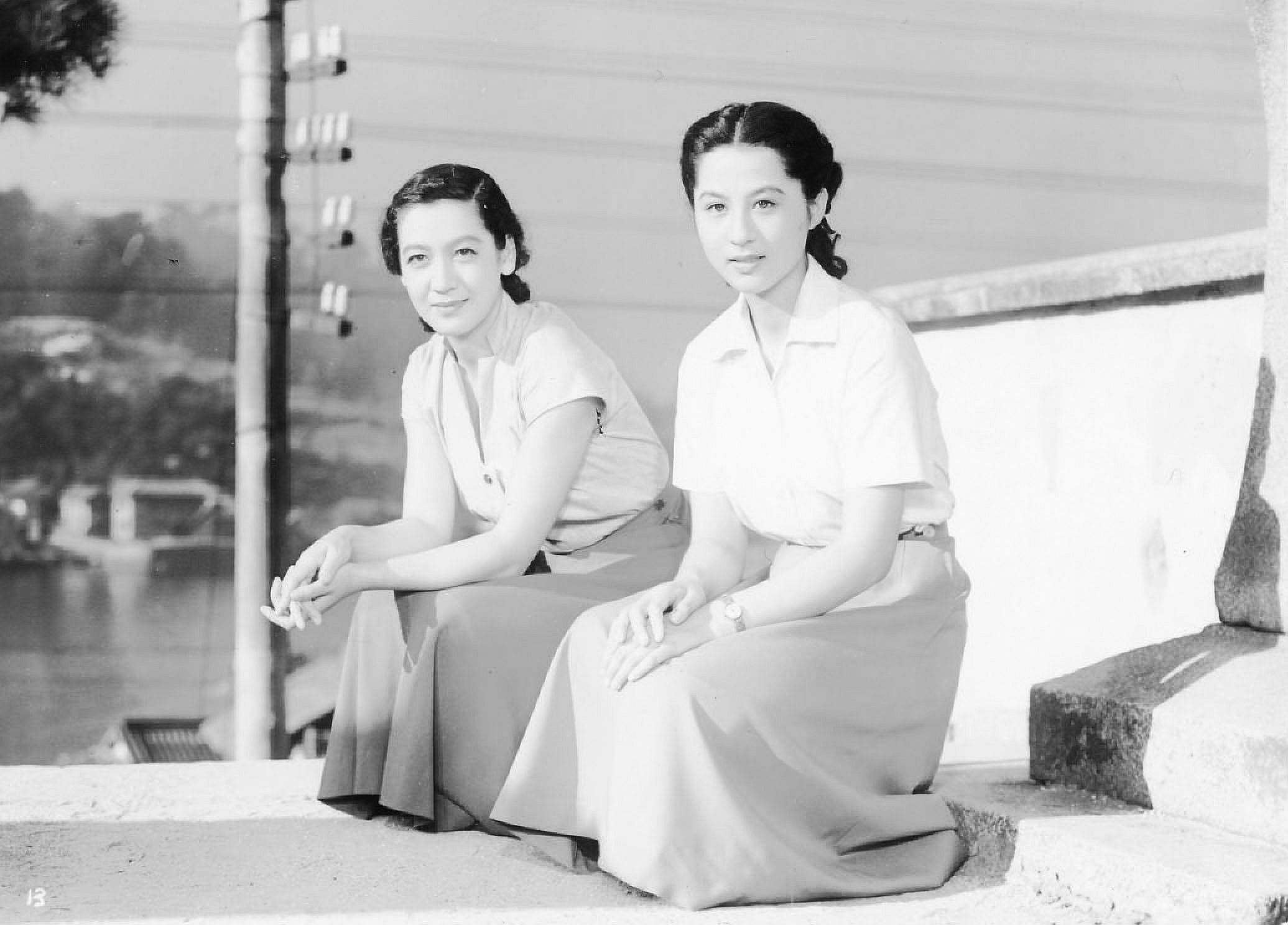
Setsuko Hara și Kyōko Kagawa în Voyage à Tokyo (1953)

- 1950: Quatre sœurs (Bruine de neige) (細雪 Sasameyuki?), regizat de Yutaka Abe - sora lui Itakura
- 1951: Le Fard de Ginza (銀座化粧 Ginza Keshō?), regizat de Mikio Naruse - Kyōko
- 1952: L'Agitation du matin (朝の波紋 Asa no hamon?), regizat de Heinosuke Gosho
- 1952: L'Éclair (稲妻 Inazuma?), regizat de Mikio Naruse - Tsubomi
- 1952: La Mère (おかあさん Okaasan?), regizat de Mikio Naruse - Toshiko Fukuhara
- 1953: La Tour des lys (ひめゆりの塔 Himeyuri no tō?), regizat de Tadashi Imai - Fumi Uehara
- 1953: Voyage à Tokyo (東京物語 Tōkyō monogatari?), regizat de Yasujirō Ozu - Kyōko Hirayama
- 1953: Lettre d'amour (恋文 Koibumi?), regizat de Kinuyo Tanaka - Yasuko
- 1954: Guvernatorul Sansho (山椒大夫 Sanshō dayū?), regizat de Kenji Mizoguchi - Anju
- 1954: Les Amants crucifiés (近松物語 Chikamatsu monogatari?), regizat de Kenji Mizoguchi - Osan
- 1954: Calendrier de femmes (女の暦 Onna no koyomi?), regizat de Seiji Hisamatsu - Mie Hyuga
- 1955: Le Maître d'échecs (王将一代 Osho ichidai?), regizat de Daisuke Itō - Kimie Sakata
- 1956: Le Christ en bronze (青銅の基督 Seidō no Kirisuto?), regizat de Minoru Shibuya
- 1956: Pluie soudaine (驟雨 Shūu?), regizat de Mikio Naruse : Ayako
- 1956: Le Chat, Shozo et ses deux maitresses (猫と庄造と二人のをんな Neko to Shozo to futari no onna?), regizat de Shirō Toyoda - a doua femeie a lui Shozo
- 1957: Une histoire d'Osaka (大阪物語 Osaka Monogatari?), regizat de Kōzaburō Yoshimura - Onatsu
- 1957: Azilul de noapte (どん底 Donzoko?), regizat de Akira Kurosawa - Okayo[9]
- 1957: Sur la terre (地上 Chijo?), regizat de Kōzaburō Yoshimura - Fuyuko
- 1958: Onna de aru koto (女であること?), regizat de Yūzō Kawashima - Taeko
- 1958: Jours de congé à Tokyo (東京の休日 Tōkyō no kyūjitsu?), regizat de Kajirō Yamamoto[10]
- 1958: La Fête des forêts et des lacs (森と湖のまつり Mori to mizuumi no matsuri?), regizat de Tomu Uchida - Yukiko Saeki
- 1958: Anzukko (杏っ子 Anzukko?), regizat de Mikio Naruse - Kyoko
- 1958: La Veste rouge (赤い陣羽織 Akai jinbaori?), regizat de Satsuo Yamamoto - Shino Araki
- 1959: Le Mur humain (人間の壁 Ningen no kabe?), regizat de Satsuo Yamamoto
- 1959: La Naissance du Japon (日本誕生 Nippon tanjō?), regizat de Hiroshi Inagaki - prințesa Miyazu
- 1960: Les salauds dorment en paix (悪い奴ほどよく眠る Warui yatsu hodo yoku nemuru?), regizat de Akira Kurosawa - Yoshiko Nishi
- 1961: Récits du château d'Osaka (大阪城物語 Ōsaka-jō monogatari?), regizat de Hiroshi Inagaki - Ai
- 1961: Kuroi gashū: Aru sonan (黒い画集 ある遭難?), regizat de Toshio Sugie - Masako Iwase
- 1961: Mothra (モスラ Mosura?), regizat de Ishirō Honda - fotografa Michi Hanamura
- 1961: La Nuit des femmes (女ばかりの夜 Onna bakari no yoru?), regizat de Kinuyo Tanaka - dna Shima
- 1962: Sōtome ke no musume tachi (早乙女家の娘たち?), regizat de Seiji Hisamatsu - Matsuko Sōtome
- 1963: Entre le ciel et l'enfer (天国と地獄 Tengoku to jigoku?), regizat de Akira Kurosawa - Reiko Gondo, soția lui Kingo[11]
- 1965: Barbă Roșie (赤ひげ Akahige?), regizat de Akira Kurosawa - pacienta nebună[12]
- 1974: Une famille splendide (華麗なる一族 Karei naru ichizoku?), regizat de Satsuo Yamamoto
- 1975: Kenji Mizoguchi ou la vie d'un artiste (ある映画監督の生涯 溝口健二の記録 Aru eiga-kantoku no shōgai Mizoguchi Kenji no kiroku?), regizat de Kaneto Shindō (documentar) - ea însăși
- 1978: Tsubasa wa kokoro ni tsukete (翼は心につけて?), regizat de Hiromichi Horikawa - Kayo Suzuki
- 1990: Les Passions du mont Aso (式部物語 Shikibu monogatari?), regizat de Kei Kumai - Isa Otomo
- 1993: Madadayo (まあだだよ Maadadayo?), regizat de Akira Kurosawa - soția profesorului[13]
- 1995: Le Fleuve profond (深い河 Fukai kawa?), regizat de Kei Kumai - soția lui Isobe
- 1996: Shall We Dance? (Shall we ダンス? Sharu wi Dansu??), regizat de Masayuki Suo - Keiko Kishikawa
- 1998: After Life (ワンダフルライフ Wandafuru raifu?), regizat de Hirokazu Kore-eda - Kyoko Watanabe

## Distincții

### Premii
- 1991: Premiul Kinema Junpō pentru cea mai bună actriță în rol secundar pentru interpretarea ei din filmul Les Passions du mont Aso
- 1994: Premiul Academiei Japoneze de Film pentru cea mai bună actriță în rol secundar pentru interpretarea ei din filmul Madadayo
- 1994: Premiul Panglica Albastră pentru cea mai bună actriță în rol secundar pentru interpretarea ei din filmul Madadayo
- 1994: Premiul Kinuyo Tanaka[14]
- 1998: Medalia cu panglică violetă
- 2011: Premiul FIAF[4]

### Nominalizări
- Premiul Academiei Japoneze de Film pentru cea mai bună actriță în rol secundar:
  - în 1978 pentru Tsubasa wa kokoro ni tsukete
  - în 1990 pentru Les Passions du mont Aso

## Legături externe
- Kyōko Kagawa la Internet Movie Database